# Bretagne Classic Ouest-France 2022
Bretagne Classic Ouest-France 2022 – 86. edycja wyścigu kolarskiego Bretagne Classic Ouest-France, która odbyła się 28 sierpnia 2022 na liczącej niespełna 255 kilometrów trasie wokół miejscowości Plouay. Impreza kategorii 1.UWT była częścią UCI World Tour 2022.

## Uczestnicy

### Drużyny
| WorldTeams (18)- AG2R Citroën Team - Astana Qazaqstan Team - Bahrain Victorious - Bora-Hansgrohe - BikeExchange-Jayco - Cofidis - Team DSM - EF Education-EasyPost - Groupama-FDJ - Ineos Grenadiers - Intermarché-Wanty-Gobert Matériaux - Israel-Premier Tech - Jumbo-Visma - Lotto-Soudal - Movistar Team - Quick-Step Alpha Vinyl - Trek-Segafredo - UAE Team Emirates ProTeams (6)- Arkéa-Samsic - B&B Hotels-KTM - Bardiani-CSF-Faizanè - Bingoal Pauwels Sauces WB - TotalEnergies - Uno-X Pro Cycling Team |
| |

### Lista startowa
| AG2R Citroën Team ACT | AG2R Citroën Team ACT        | AG2R Citroën Team ACT |
| --------------------- | ---------------------------- | --------------------- |
| Nr                    | Kolarz                       | Miejsce               |
| 1                     | Benoît Cosnefroy (FRA)       | 20.                   |
| 2                     | Mikaël Cherel (FRA)          | 77.                   |
| 3                     | Stan Dewulf (BEL)            | 48.                   |
| 4                     | Aurélien Paret-Peintre (FRA) | 40.                   |
| 5                     | Oliver Naesen (BEL)          | 7.                    |
| 6                     | Valentin Retailleau (FRA)    | DNF                   |
| 7                     | Clément Venturini (FRA)      | 23.                   |

| Quick-Step Alpha Vinyl QST | Quick-Step Alpha Vinyl QST  | Quick-Step Alpha Vinyl QST |
| -------------------------- | --------------------------- | -------------------------- |
| Nr                         | Kolarz                      | Miejsce                    |
| 11                         | Andrea Bagioli (ITA)        | 83.                        |
| 12                         | Davide Ballerini (ITA)      | 136.                       |
| 13                         | Josef Černý (CZE)           | DNF                        |
| 14                         | Tim Declercq (BEL)          | 103.                       |
| 15                         | Mikkel Frølich Honoré (DEN) | 16.                        |
| 16                         | Mauro Schmid (SUI)          | 28.                        |
| 17                         | Zdeněk Štybar (CZE)         | 120.                       |

| Ineos Grenadiers IGD | Ineos Grenadiers IGD   | Ineos Grenadiers IGD |
| -------------------- | ---------------------- | -------------------- |
| Nr                   | Kolarz                 | Miejsce              |
| 21                   | Edward Dunbar (IRL)    | 90.                  |
| 22                   | Jhonatan Narváez (ECU) | 43.                  |
| 23                   | Salvatore Puccio (ITA) | 116.                 |
| 24                   | Brandon Rivera (COL)   | 138.                 |
| 25                   | Luke Rowe (GBR)        | 123.                 |
| 26                   | Ben Swift (GBR)        | DNF                  |
| 27                   | Elia Viviani (ITA)     | 52.                  |

| Arkéa-Samsic ARK | Arkéa-Samsic ARK      | Arkéa-Samsic ARK |
| ---------------- | --------------------- | ---------------- |
| Nr               | Kolarz                | Miejsce          |
| 31               | Warren Barguil (FRA)  | 13.              |
| 32               | Donavan Grondin (FRA) | 56.              |
| 33               | Connor Swift (GBR)    | 87.              |
| 34               | Romain Hardy (FRA)    | DNF              |
| 35               | Kévin Vauquelin (FRA) | 29.              |
| 36               | Laurent Pichon (FRA)  | 73.              |
| 37               | Hugo Hofstetter (FRA) | 63.              |

| B&B Hotels-KTM BBK | B&B Hotels-KTM BBK     | B&B Hotels-KTM BBK |
| ------------------ | ---------------------- | ------------------ |
| Nr                 | Kolarz                 | Miejsce            |
| 41                 | Cyril Barthe (FRA)     | 100.               |
| 42                 | Franck Bonnamour (FRA) | 75.                |
| 43                 | Pierre Rolland (FRA)   | 35.                |
| 44                 | Cyril Gautier (FRA)    | 108.               |
| 45                 | Alexis Gougeard (FRA)  | 49.                |
| 46                 | Axel Laurance (FRA)    | 2.                 |
| 47                 | Luca Mozzato (ITA)     | 68.                |

| Trek-Segafredo TFS | Trek-Segafredo TFS      | Trek-Segafredo TFS |
| ------------------ | ----------------------- | ------------------ |
| Nr                 | Kolarz                  | Miejsce            |
| 51                 | Jon Aberasturi (ESP)    | 105.               |
| 52                 | Filippo Baroncini (ITA) | DNF                |
| 53                 | Markus Hoelgaard (NOR)  | 41.                |
| 54                 | Alexander Kamp (DEN)    | 3.                 |
| 55                 | Otto Vergaerde (BEL)    | 113.               |
| 56                 | Toms Skujiņš (LAT)      | 9.                 |
| 57                 | Emīls Liepiņš (LAT)     | 51.                |

| Groupama-FDJ GFC | Groupama-FDJ GFC       | Groupama-FDJ GFC |
| ---------------- | ---------------------- | ---------------- |
| Nr               | Kolarz                 | Miejsce          |
| 61               | David Gaudu (FRA)      | 93.              |
| 62               | Arnaud Démare (FRA)    | 122.             |
| 63               | Lewis Askey (GBR)      | 65.              |
| 64               | Kevin Geniets (LUX)    | 72.              |
| 65               | Stefan Küng (SUI)      | 70.              |
| 66               | Michael Storer (AUS)   | 91.              |
| 67               | Valentin Madouas (FRA) | 15.              |

| Israel-Premier Tech IPT | Israel-Premier Tech IPT | Israel-Premier Tech IPT |
| ----------------------- | ----------------------- | ----------------------- |
| Nr                      | Kolarz                  | Miejsce                 |
| 71                      | Guillaume Boivin (CAN)  | 66.                     |
| 72                      | Simon Clarke (AUS)      | 30.                     |
| 73                      | Krists Neilands (LAT)   | 44.                     |
| 74                      | Giacomo Nizzolo (ITA)   | 50.                     |
| 75                      | Dylan Teuns (BEL)       | 38.                     |
| 76                      | Jakob Fuglsang (DEN)    | 117.                    |

| Bora-Hansgrohe BOH | Bora-Hansgrohe BOH      | Bora-Hansgrohe BOH |
| ------------------ | ----------------------- | ------------------ |
| Nr                 | Kolarz                  | Miejsce            |
| 81                 | Giovanni Aleotti (ITA)  | 33.                |
| 82                 | Cesare Benedetti (POL)  | 106.               |
| 83                 | Patrick Gamper (AUT)    | 126.               |
| 84                 | Lukas Pöstlberger (AUT) | 125.               |
| 85                 | Ide Schelling (NED)     | 86.                |
| 86                 | Frederik Wandahl (DEN)  | DNF                |
| 87                 | Ben Zwiehoff (GER)      | 101.               |

| TotalEnergies TEN | TotalEnergies TEN        | TotalEnergies TEN |
| ----------------- | ------------------------ | ----------------- |
| Nr                | Kolarz                   | Miejsce           |
| 91                | Mathieu Burgaudeau (FRA) | 11.               |
| 92                | Fabien Doubey (FRA)      | 128.              |
| 93                | Pierre Latour (FRA)      | 21.               |
| 94                | Daniel Oss (ITA)         | DNF               |
| 95                | Julien Simon (FRA)       | 74.               |
| 96                | Peter Sagan (SVK)        | 107.              |
| 97                | Anthony Turgis (FRA)     | 118.              |

| Movistar Team MOV | Movistar Team MOV         | Movistar Team MOV |
| ----------------- | ------------------------- | ----------------- |
| Nr                | Kolarz                    | Miejsce           |
| 101               | Alex Aranburu (ESP)       | 12.               |
| 102               | Jorge Arcas (ESP)         | 67.               |
| 103               | William Barta (USA)       | 131.              |
| 104               | Iván García Cortina (ESP) | 57.               |
| 105               | Vinicius Rangel (BRA)     | 84.               |
| 106               | Sergio Samitier (ESP)     | DNF               |
| 107               | Gonzalo Serrano (ESP)     | 34.               |

| EF Education-EasyPost EFE | EF Education-EasyPost EFE | EF Education-EasyPost EFE |
| ------------------------- | ------------------------- | ------------------------- |
| Nr                        | Kolarz                    | Miejsce                   |
| 111                       | Magnus Cort Nielsen (DEN) | 46.                       |
| 112                       | Stefan Bissegger (SUI)    | 109.                      |
| 113                       | Jens Keukeleire (BEL)     | 54.                       |
| 114                       | Sebastian Langeveld (NED) | 135.                      |
| 115                       | Andrea Piccolo (ITA)      | 10.                       |
| 116                       | Marijn van den Berg (NED) | 37.                       |
| 117                       | Łukasz Wiśniowski (POL)   | 134.                      |

| Bahrain Victorious TBV | Bahrain Victorious TBV      | Bahrain Victorious TBV |
| ---------------------- | --------------------------- | ---------------------- |
| Nr                     | Kolarz                      | Miejsce                |
| 121                    | Yukiya Arashiro (JPN)       | 58.                    |
| 122                    | Damiano Caruso (ITA)        | 98.                    |
| 123                    | Johan Price-Pejtersen (DEN) | 96.                    |
| 124                    | Jan Tratnik (SLO)           | 14.                    |
| 125                    | Stephen Williams (GBR)      | 139.                   |
| 126                    | Kamil Gradek (POL)          | DNF                    |
| 127                    | Matevž Govekar (SLO)        | 129.                   |

| BikeExchange-Jayco BEX | BikeExchange-Jayco BEX | BikeExchange-Jayco BEX |
| ---------------------- | ---------------------- | ---------------------- |
| Nr                     | Kolarz                 | Miejsce                |
| 131                    | Michael Matthews (AUS) | 27.                    |
| 132                    | Tsgabu Grmay (ETH)     | DNF                    |
| 133                    | Jan Maas (NED)         | 64.                    |
| 134                    | Tanel Kangert (EST)    | DNF                    |
| 135                    | Luka Mezgec (SLO)      | DNF                    |
| 136                    | Dion Smith (NZL)       | DNF                    |
| 137                    | Matteo Sobrero (ITA)   | DNF                    |

| Team DSM DSM | Team DSM DSM               | Team DSM DSM |
| ------------ | -------------------------- | ------------ |
| Nr           | Kolarz                     | Miejsce      |
| 141          | Søren Kragh Andersen (DEN) | DNF          |
| 142          | Pavel Bittner (CZE)        | 42.          |
| 143          | Romain Combaud (FRA)       | 115.         |
| 144          | Chris Hamilton (AUS)       | 76.          |
| 145          | Leon Heinschke (GER)       | 80.          |
| 146          | Martijn Tusveld (NED)      | 114.         |
| 147          | Kevin Vermaerke (USA)      | DNF          |

| UAE Team Emirates UAD | UAE Team Emirates UAD      | UAE Team Emirates UAD |
| --------------------- | -------------------------- | --------------------- |
| Nr                    | Kolarz                     | Miejsce               |
| 151                   | Tadej Pogačar (SLO)        | 89.                   |
| 152                   | Oliviero Troia (ITA)       | DNF                   |
| 153                   | Ryan Gibbons (RSA)         | 53.                   |
| 154                   | Matteo Trentin (ITA)       | 88.                   |
| 155                   | Diego Ulissi (ITA)         | 26.                   |
| 156                   | Vegard Stake Laengen (NOR) | 85.                   |
| 157                   | Rui Oliveira (POR)         | 36.                   |

| Cofidis COF | Cofidis COF               | Cofidis COF |
| ----------- | ------------------------- | ----------- |
| Nr          | Kolarz                    | Miejsce     |
| 161         | Guillaume Martin (FRA)    | 92.         |
| 162         | Ion Izagirre (ESP)        | 19.         |
| 163         | François Bidard (FRA)     | 82.         |
| 164         | Anthony Perez (FRA)       | 124.        |
| 165         | Pierre-Luc Périchon (FRA) | DNF         |
| 166         | Benjamin Thomas (FRA)     | 8.          |
| 167         | Axel Zingle (FRA)         | 132.        |

| Astana Qazaqstan Team AST | Astana Qazaqstan Team AST | Astana Qazaqstan Team AST |
| ------------------------- | ------------------------- | ------------------------- |
| Nr                        | Kolarz                    | Miejsce                   |
| 171                       | Joe Dombrowski (USA)      | DNF                       |
| 172                       | Christian Scaroni (ITA)   | 25.                       |
| 173                       | Jewgienij Gidicz (KAZ)    | DNF                       |
| 174                       | Jurij Natarow (KAZ)       | 127.                      |
| 175                       | Andriej Zejc (KAZ)        | 99.                       |
| 176                       | Simone Velasco (ITA)      | 47.                       |
| 177                       | Valerio Conti (ITA)       | 97.                       |

| Jumbo-Visma TJV | Jumbo-Visma TJV            | Jumbo-Visma TJV |
| --------------- | -------------------------- | --------------- |
| Nr              | Kolarz                     | Miejsce         |
| 181             | Wout van Aert (BEL)        | 1.              |
| 182             | Koen Bouwman (NED)         | DNF             |
| 183             | Pascal Eenkhoorn (NED)     | 137.            |
| 184             | David Dekker (NED)         | DNF             |
| 185             | Timo Roosen (NED)          | 133.            |
| 186             | Lennard Hofstede (NED)     | DNF             |
| 187             | Nathan Van Hooydonck (BEL) | DNF             |

| Intermarché-Wanty-Gobert Matériaux IWG | Intermarché-Wanty-Gobert Matériaux IWG | Intermarché-Wanty-Gobert Matériaux IWG |
| -------------------------------------- | -------------------------------------- | -------------------------------------- |
| Nr                                     | Kolarz                                 | Miejsce                                |
| 191                                    | Dimitri Claeys (BEL)                   | 39.                                    |
| 192                                    | Biniam Girmay (ERI)                    | 6.                                     |
| 193                                    | Hugo Page (FRA)                        | 59.                                    |
| 194                                    | Andrea Pasqualon (ITA)                 | 60.                                    |
| 195                                    | Tom Devriendt (BEL)                    | 102.                                   |
| 196                                    | Baptiste Planckaert (BEL)              | 111.                                   |
| 197                                    | Loïc Vliegen (BEL)                     | 45.                                    |

| Lotto-Soudal LTS | Lotto-Soudal LTS         | Lotto-Soudal LTS |
| ---------------- | ------------------------ | ---------------- |
| Nr               | Kolarz                   | Miejsce          |
| 201              | Victor Campenaerts (BEL) | 31.              |
| 202              | Jasper De Buyst (BEL)    | 17.              |
| 203              | Arnaud De Lie (BEL)      | 4.               |
| 204              | Philippe Gilbert (BEL)   | 18.              |
| 205              | Brent Van Moer (BEL)     | 78.              |
| 206              | Florian Vermeersch (BEL) | 94.              |
| 207              | Frederik Frison (BEL)    | 79.              |

| Bardiani CSF Faizanè BCF | Bardiani CSF Faizanè BCF | Bardiani CSF Faizanè BCF |
| ------------------------ | ------------------------ | ------------------------ |
| Nr                       | Kolarz                   | Miejsce                  |
| 211                      | Filippo Zana (ITA)       | 119.                     |
| 213                      | Filippo Fiorelli (ITA)   | 5.                       |
| 214                      | Davide Gabburo (ITA)     | 61.                      |
| 215                      | Sacha Modolo (ITA)       | 62.                      |
| 216                      | Alessandro Tonelli (ITA) | 81.                      |
| 217                      | Samuele Zoccarato (ITA)  | 32.                      |

| Bingoal Pauwels Sauces WB BWB | Bingoal Pauwels Sauces WB BWB | Bingoal Pauwels Sauces WB BWB |
| ----------------------------- | ----------------------------- | ----------------------------- |
| Nr                            | Kolarz                        | Miejsce                       |
| 221                           | Louis Blouwe (BEL)            | 55.                           |
| 222                           | Johan Meens (BEL)             | 71.                           |
| 223                           | Kenny Molly (BEL)             | 110.                          |
| 224                           | Tom Paquot (BEL)              | DNF                           |
| 225                           | Marco Tizza (ITA)             | 24.                           |
| 226                           | Attilio Viviani (ITA)         | 112.                          |
| 227                           | Tom Wirtgen (LUX)             | DNF                           |

| Uno-X Pro Cycling Team UXT | Uno-X Pro Cycling Team UXT  | Uno-X Pro Cycling Team UXT |
| -------------------------- | --------------------------- | -------------------------- |
| Nr                         | Kolarz                      | Miejsce                    |
| 231                        | Rasmus Tiller (NOR)         | 121.                       |
| 232                        | Anders Skaarseth (NOR)      | 130.                       |
| 233                        | Fredrik Dversnes (NOR)      | 69.                        |
| 234                        | Martin Urianstad (NOR)      | 22.                        |
| 235                        | Syver Wærsted (NOR)         | DNF                        |
| 236                        | Jonas Abrahamsen (NOR)      | 95.                        |
| 237                        | Erik Nordsæter Resell (NOR) | 104.                       |

| AG2R Citroën Team ACT | AG2R Citroën Team ACT        | AG2R Citroën Team ACT |
| --------------------- | ---------------------------- | --------------------- |
| Nr                    | Kolarz                       | Miejsce               |
| 1                     | Benoît Cosnefroy (FRA)       | 20.                   |
| 2                     | Mikaël Cherel (FRA)          | 77.                   |
| 3                     | Stan Dewulf (BEL)            | 48.                   |
| 4                     | Aurélien Paret-Peintre (FRA) | 40.                   |
| 5                     | Oliver Naesen (BEL)          | 7.                    |
| 6                     | Valentin Retailleau (FRA)    | DNF                   |
| 7                     | Clément Venturini (FRA)      | 23.                   |

| Quick-Step Alpha Vinyl QST | Quick-Step Alpha Vinyl QST  | Quick-Step Alpha Vinyl QST |
| -------------------------- | --------------------------- | -------------------------- |
| Nr                         | Kolarz                      | Miejsce                    |
| 11                         | Andrea Bagioli (ITA)        | 83.                        |
| 12                         | Davide Ballerini (ITA)      | 136.                       |
| 13                         | Josef Černý (CZE)           | DNF                        |
| 14                         | Tim Declercq (BEL)          | 103.                       |
| 15                         | Mikkel Frølich Honoré (DEN) | 16.                        |
| 16                         | Mauro Schmid (SUI)          | 28.                        |
| 17                         | Zdeněk Štybar (CZE)         | 120.                       |

| Ineos Grenadiers IGD | Ineos Grenadiers IGD   | Ineos Grenadiers IGD |
| -------------------- | ---------------------- | -------------------- |
| Nr                   | Kolarz                 | Miejsce              |
| 21                   | Edward Dunbar (IRL)    | 90.                  |
| 22                   | Jhonatan Narváez (ECU) | 43.                  |
| 23                   | Salvatore Puccio (ITA) | 116.                 |
| 24                   | Brandon Rivera (COL)   | 138.                 |
| 25                   | Luke Rowe (GBR)        | 123.                 |
| 26                   | Ben Swift (GBR)        | DNF                  |
| 27                   | Elia Viviani (ITA)     | 52.                  |

| Arkéa-Samsic ARK | Arkéa-Samsic ARK      | Arkéa-Samsic ARK |
| ---------------- | --------------------- | ---------------- |
| Nr               | Kolarz                | Miejsce          |
| 31               | Warren Barguil (FRA)  | 13.              |
| 32               | Donavan Grondin (FRA) | 56.              |
| 33               | Connor Swift (GBR)    | 87.              |
| 34               | Romain Hardy (FRA)    | DNF              |
| 35               | Kévin Vauquelin (FRA) | 29.              |
| 36               | Laurent Pichon (FRA)  | 73.              |
| 37               | Hugo Hofstetter (FRA) | 63.              |

| B&B Hotels-KTM BBK | B&B Hotels-KTM BBK     | B&B Hotels-KTM BBK |
| ------------------ | ---------------------- | ------------------ |
| Nr                 | Kolarz                 | Miejsce            |
| 41                 | Cyril Barthe (FRA)     | 100.               |
| 42                 | Franck Bonnamour (FRA) | 75.                |
| 43                 | Pierre Rolland (FRA)   | 35.                |
| 44                 | Cyril Gautier (FRA)    | 108.               |
| 45                 | Alexis Gougeard (FRA)  | 49.                |
| 46                 | Axel Laurance (FRA)    | 2.                 |
| 47                 | Luca Mozzato (ITA)     | 68.                |

| Trek-Segafredo TFS | Trek-Segafredo TFS      | Trek-Segafredo TFS |
| ------------------ | ----------------------- | ------------------ |
| Nr                 | Kolarz                  | Miejsce            |
| 51                 | Jon Aberasturi (ESP)    | 105.               |
| 52                 | Filippo Baroncini (ITA) | DNF                |
| 53                 | Markus Hoelgaard (NOR)  | 41.                |
| 54                 | Alexander Kamp (DEN)    | 3.                 |
| 55                 | Otto Vergaerde (BEL)    | 113.               |
| 56                 | Toms Skujiņš (LAT)      | 9.                 |
| 57                 | Emīls Liepiņš (LAT)     | 51.                |

| Groupama-FDJ GFC | Groupama-FDJ GFC       | Groupama-FDJ GFC |
| ---------------- | ---------------------- | ---------------- |
| Nr               | Kolarz                 | Miejsce          |
| 61               | David Gaudu (FRA)      | 93.              |
| 62               | Arnaud Démare (FRA)    | 122.             |
| 63               | Lewis Askey (GBR)      | 65.              |
| 64               | Kevin Geniets (LUX)    | 72.              |
| 65               | Stefan Küng (SUI)      | 70.              |
| 66               | Michael Storer (AUS)   | 91.              |
| 67               | Valentin Madouas (FRA) | 15.              |

| Israel-Premier Tech IPT | Israel-Premier Tech IPT | Israel-Premier Tech IPT |
| ----------------------- | ----------------------- | ----------------------- |
| Nr                      | Kolarz                  | Miejsce                 |
| 71                      | Guillaume Boivin (CAN)  | 66.                     |
| 72                      | Simon Clarke (AUS)      | 30.                     |
| 73                      | Krists Neilands (LAT)   | 44.                     |
| 74                      | Giacomo Nizzolo (ITA)   | 50.                     |
| 75                      | Dylan Teuns (BEL)       | 38.                     |
| 76                      | Jakob Fuglsang (DEN)    | 117.                    |

| Bora-Hansgrohe BOH | Bora-Hansgrohe BOH      | Bora-Hansgrohe BOH |
| ------------------ | ----------------------- | ------------------ |
| Nr                 | Kolarz                  | Miejsce            |
| 81                 | Giovanni Aleotti (ITA)  | 33.                |
| 82                 | Cesare Benedetti (POL)  | 106.               |
| 83                 | Patrick Gamper (AUT)    | 126.               |
| 84                 | Lukas Pöstlberger (AUT) | 125.               |
| 85                 | Ide Schelling (NED)     | 86.                |
| 86                 | Frederik Wandahl (DEN)  | DNF                |
| 87                 | Ben Zwiehoff (GER)      | 101.               |

| TotalEnergies TEN | TotalEnergies TEN        | TotalEnergies TEN |
| ----------------- | ------------------------ | ----------------- |
| Nr                | Kolarz                   | Miejsce           |
| 91                | Mathieu Burgaudeau (FRA) | 11.               |
| 92                | Fabien Doubey (FRA)      | 128.              |
| 93                | Pierre Latour (FRA)      | 21.               |
| 94                | Daniel Oss (ITA)         | DNF               |
| 95                | Julien Simon (FRA)       | 74.               |
| 96                | Peter Sagan (SVK)        | 107.              |
| 97                | Anthony Turgis (FRA)     | 118.              |

| Movistar Team MOV | Movistar Team MOV         | Movistar Team MOV |
| ----------------- | ------------------------- | ----------------- |
| Nr                | Kolarz                    | Miejsce           |
| 101               | Alex Aranburu (ESP)       | 12.               |
| 102               | Jorge Arcas (ESP)         | 67.               |
| 103               | William Barta (USA)       | 131.              |
| 104               | Iván García Cortina (ESP) | 57.               |
| 105               | Vinicius Rangel (BRA)     | 84.               |
| 106               | Sergio Samitier (ESP)     | DNF               |
| 107               | Gonzalo Serrano (ESP)     | 34.               |

| EF Education-EasyPost EFE | EF Education-EasyPost EFE | EF Education-EasyPost EFE |
| ------------------------- | ------------------------- | ------------------------- |
| Nr                        | Kolarz                    | Miejsce                   |
| 111                       | Magnus Cort Nielsen (DEN) | 46.                       |
| 112                       | Stefan Bissegger (SUI)    | 109.                      |
| 113                       | Jens Keukeleire (BEL)     | 54.                       |
| 114                       | Sebastian Langeveld (NED) | 135.                      |
| 115                       | Andrea Piccolo (ITA)      | 10.                       |
| 116                       | Marijn van den Berg (NED) | 37.                       |
| 117                       | Łukasz Wiśniowski (POL)   | 134.                      |

| Bahrain Victorious TBV | Bahrain Victorious TBV      | Bahrain Victorious TBV |
| ---------------------- | --------------------------- | ---------------------- |
| Nr                     | Kolarz                      | Miejsce                |
| 121                    | Yukiya Arashiro (JPN)       | 58.                    |
| 122                    | Damiano Caruso (ITA)        | 98.                    |
| 123                    | Johan Price-Pejtersen (DEN) | 96.                    |
| 124                    | Jan Tratnik (SLO)           | 14.                    |
| 125                    | Stephen Williams (GBR)      | 139.                   |
| 126                    | Kamil Gradek (POL)          | DNF                    |
| 127                    | Matevž Govekar (SLO)        | 129.                   |

| BikeExchange-Jayco BEX | BikeExchange-Jayco BEX | BikeExchange-Jayco BEX |
| ---------------------- | ---------------------- | ---------------------- |
| Nr                     | Kolarz                 | Miejsce                |
| 131                    | Michael Matthews (AUS) | 27.                    |
| 132                    | Tsgabu Grmay (ETH)     | DNF                    |
| 133                    | Jan Maas (NED)         | 64.                    |
| 134                    | Tanel Kangert (EST)    | DNF                    |
| 135                    | Luka Mezgec (SLO)      | DNF                    |
| 136                    | Dion Smith (NZL)       | DNF                    |
| 137                    | Matteo Sobrero (ITA)   | DNF                    |

| Team DSM DSM | Team DSM DSM               | Team DSM DSM |
| ------------ | -------------------------- | ------------ |
| Nr           | Kolarz                     | Miejsce      |
| 141          | Søren Kragh Andersen (DEN) | DNF          |
| 142          | Pavel Bittner (CZE)        | 42.          |
| 143          | Romain Combaud (FRA)       | 115.         |
| 144          | Chris Hamilton (AUS)       | 76.          |
| 145          | Leon Heinschke (GER)       | 80.          |
| 146          | Martijn Tusveld (NED)      | 114.         |
| 147          | Kevin Vermaerke (USA)      | DNF          |

| UAE Team Emirates UAD | UAE Team Emirates UAD      | UAE Team Emirates UAD |
| --------------------- | -------------------------- | --------------------- |
| Nr                    | Kolarz                     | Miejsce               |
| 151                   | Tadej Pogačar (SLO)        | 89.                   |
| 152                   | Oliviero Troia (ITA)       | DNF                   |
| 153                   | Ryan Gibbons (RSA)         | 53.                   |
| 154                   | Matteo Trentin (ITA)       | 88.                   |
| 155                   | Diego Ulissi (ITA)         | 26.                   |
| 156                   | Vegard Stake Laengen (NOR) | 85.                   |
| 157                   | Rui Oliveira (POR)         | 36.                   |

| Cofidis COF | Cofidis COF               | Cofidis COF |
| ----------- | ------------------------- | ----------- |
| Nr          | Kolarz                    | Miejsce     |
| 161         | Guillaume Martin (FRA)    | 92.         |
| 162         | Ion Izagirre (ESP)        | 19.         |
| 163         | François Bidard (FRA)     | 82.         |
| 164         | Anthony Perez (FRA)       | 124.        |
| 165         | Pierre-Luc Périchon (FRA) | DNF         |
| 166         | Benjamin Thomas (FRA)     | 8.          |
| 167         | Axel Zingle (FRA)         | 132.        |

| Astana Qazaqstan Team AST | Astana Qazaqstan Team AST | Astana Qazaqstan Team AST |
| ------------------------- | ------------------------- | ------------------------- |
| Nr                        | Kolarz                    | Miejsce                   |
| 171                       | Joe Dombrowski (USA)      | DNF                       |
| 172                       | Christian Scaroni (ITA)   | 25.                       |
| 173                       | Jewgienij Gidicz (KAZ)    | DNF                       |
| 174                       | Jurij Natarow (KAZ)       | 127.                      |
| 175                       | Andriej Zejc (KAZ)        | 99.                       |
| 176                       | Simone Velasco (ITA)      | 47.                       |
| 177                       | Valerio Conti (ITA)       | 97.                       |

| Jumbo-Visma TJV | Jumbo-Visma TJV            | Jumbo-Visma TJV |
| --------------- | -------------------------- | --------------- |
| Nr              | Kolarz                     | Miejsce         |
| 181             | Wout van Aert (BEL)        | 1.              |
| 182             | Koen Bouwman (NED)         | DNF             |
| 183             | Pascal Eenkhoorn (NED)     | 137.            |
| 184             | David Dekker (NED)         | DNF             |
| 185             | Timo Roosen (NED)          | 133.            |
| 186             | Lennard Hofstede (NED)     | DNF             |
| 187             | Nathan Van Hooydonck (BEL) | DNF             |

| Intermarché-Wanty-Gobert Matériaux IWG | Intermarché-Wanty-Gobert Matériaux IWG | Intermarché-Wanty-Gobert Matériaux IWG |
| -------------------------------------- | -------------------------------------- | -------------------------------------- |
| Nr                                     | Kolarz                                 | Miejsce                                |
| 191                                    | Dimitri Claeys (BEL)                   | 39.                                    |
| 192                                    | Biniam Girmay (ERI)                    | 6.                                     |
| 193                                    | Hugo Page (FRA)                        | 59.                                    |
| 194                                    | Andrea Pasqualon (ITA)                 | 60.                                    |
| 195                                    | Tom Devriendt (BEL)                    | 102.                                   |
| 196                                    | Baptiste Planckaert (BEL)              | 111.                                   |
| 197                                    | Loïc Vliegen (BEL)                     | 45.                                    |

| Lotto-Soudal LTS | Lotto-Soudal LTS         | Lotto-Soudal LTS |
| ---------------- | ------------------------ | ---------------- |
| Nr               | Kolarz                   | Miejsce          |
| 201              | Victor Campenaerts (BEL) | 31.              |
| 202              | Jasper De Buyst (BEL)    | 17.              |
| 203              | Arnaud De Lie (BEL)      | 4.               |
| 204              | Philippe Gilbert (BEL)   | 18.              |
| 205              | Brent Van Moer (BEL)     | 78.              |
| 206              | Florian Vermeersch (BEL) | 94.              |
| 207              | Frederik Frison (BEL)    | 79.              |

| Bardiani CSF Faizanè BCF | Bardiani CSF Faizanè BCF | Bardiani CSF Faizanè BCF |
| ------------------------ | ------------------------ | ------------------------ |
| Nr                       | Kolarz                   | Miejsce                  |
| 211                      | Filippo Zana (ITA)       | 119.                     |
| 213                      | Filippo Fiorelli (ITA)   | 5.                       |
| 214                      | Davide Gabburo (ITA)     | 61.                      |
| 215                      | Sacha Modolo (ITA)       | 62.                      |
| 216                      | Alessandro Tonelli (ITA) | 81.                      |
| 217                      | Samuele Zoccarato (ITA)  | 32.                      |

| Bingoal Pauwels Sauces WB BWB | Bingoal Pauwels Sauces WB BWB | Bingoal Pauwels Sauces WB BWB |
| ----------------------------- | ----------------------------- | ----------------------------- |
| Nr                            | Kolarz                        | Miejsce                       |
| 221                           | Louis Blouwe (BEL)            | 55.                           |
| 222                           | Johan Meens (BEL)             | 71.                           |
| 223                           | Kenny Molly (BEL)             | 110.                          |
| 224                           | Tom Paquot (BEL)              | DNF                           |
| 225                           | Marco Tizza (ITA)             | 24.                           |
| 226                           | Attilio Viviani (ITA)         | 112.                          |
| 227                           | Tom Wirtgen (LUX)             | DNF                           |

| Uno-X Pro Cycling Team UXT | Uno-X Pro Cycling Team UXT  | Uno-X Pro Cycling Team UXT |
| -------------------------- | --------------------------- | -------------------------- |
| Nr                         | Kolarz                      | Miejsce                    |
| 231                        | Rasmus Tiller (NOR)         | 121.                       |
| 232                        | Anders Skaarseth (NOR)      | 130.                       |
| 233                        | Fredrik Dversnes (NOR)      | 69.                        |
| 234                        | Martin Urianstad (NOR)      | 22.                        |
| 235                        | Syver Wærsted (NOR)         | DNF                        |
| 236                        | Jonas Abrahamsen (NOR)      | 95.                        |
| 237                        | Erik Nordsæter Resell (NOR) | 104.                       |

Legenda: DNF – nie ukończył, OTL – przekroczył limit czasu, DNS – nie wystartował, DSQ – zdyskwalifikowany.

## Klasyfikacja generalna
| \| Klasyfikacja generalna \| Klasyfikacja generalna \| Klasyfikacja generalna \| Klasyfikacja generalna \| Klasyfikacja generalna \| \| Kolarz \| Kolarz \| Państwo \| Drużyna \| Czas \| \| ---------------------- \| ---------------------- \| ---------------------- \| ---------------------------------- \| ---------------------- \| \| 1. \| Wout van Aert \| Belgia \| Jumbo-Visma \| 6h 04' 22" \| \| 2. \| Axel Laurance \| Francja \| B&B Hotels-KTM \| + 0" \| \| 3. \| Alexander Kamp \| Dania \| Trek-Segafredo \| + 0" \| \| 4. \| Arnaud De Lie \| Belgia \| Lotto-Soudal \| + 0" \| \| 5. \| Filippo Fiorelli \| Włochy \| Bardiani CSF Faizanè \| + 0" \| \| 6. \| Biniam Girmay \| Erytrea \| Intermarché-Wanty-Gobert Matériaux \| + 0" \| \| 7. \| Oliver Naesen \| Belgia \| AG2R Citroën Team \| + 0" \| \| 8. \| Benjamin Thomas \| Francja \| Cofidis \| + 0" \| \| 9. \| Toms Skujiņš \| Łotwa \| Trek-Segafredo \| + 0" \| \| 10. \| Andrea Piccolo \| Włochy \| EF Education-EasyPost \| + 0" \| |                  |         |                                    |            |
| |                  |         |                                    |            |
| Źródło: ProCyclingStats |                  |         |                                    |            |
| Klasyfikacja generalna |                  |         |                                    |            |
| Kolarz | Kolarz           | Państwo | Drużyna                            | Czas       |
| 1. | Wout van Aert    | Belgia  | Jumbo-Visma                        | 6h 04' 22" |
| 2. | Axel Laurance    | Francja | B&B Hotels-KTM                     | + 0"       |
| 3. | Alexander Kamp   | Dania   | Trek-Segafredo                     | + 0"       |
| 4. | Arnaud De Lie    | Belgia  | Lotto-Soudal                       | + 0"       |
| 5. | Filippo Fiorelli | Włochy  | Bardiani CSF Faizanè               | + 0"       |
| 6. | Biniam Girmay    | Erytrea | Intermarché-Wanty-Gobert Matériaux | + 0"       |
| 7. | Oliver Naesen    | Belgia  | AG2R Citroën Team                  | + 0"       |
| 8. | Benjamin Thomas  | Francja | Cofidis                            | + 0"       |
| 9. | Toms Skujiņš     | Łotwa   | Trek-Segafredo                     | + 0"       |
| 10. | Andrea Piccolo   | Włochy  | EF Education-EasyPost              | + 0"       |